# Vlag van Kainuu

Vlag van Kainuu

De vlag van Kainuu bestaat uit een geel veld, en heeft een boomachtige groene baan aan de bovenkant en een gegolfd groene baan aan de onderkant. De landschappelijke regering van Kainuu heeft de vlag op basis van het landschapswapen, ontworpen door heraldist Olof Erikson, op 25 juni 1998 goedgekeurd en vastgesteld.
Het ontwerp verwijzen naar de natuur van Kainuu, waarbij een boomachtige groene baan verwijst naar de uitgestrekte bossen van het landschap en een gegolfd groene baan naar de watermassa's van het landschap. Het gebruik van waterwegen en bosbouw zijn een belangrijk onderdeel geweest van de geschiedenis van Kainuu.